# جيمس شو (لاعب كريكت)
جيمس شو (بالإنجليزية: James Shaw)‏ (12 مارس 1865 في المملكة المتحدة - 22 يناير 1921) هو لاعب كريكت بريطاني (وحمل سابقاً جنسية المملكة المتحدة لبريطانيا العظمى وأيرلندا). لعب مع نادي مقاطعة يوركشاير للكريكت ‏.

## وصلات خارجية
- جيمس شو على موقع إي آس بي آن كريك إنفو (الإنجليزية)